# Еликбаев, Аалы
Аалы Еликбаев (кирг. Аалы Эликбаев; 1905 год, село Орто-Саз — 1970 год, село Орто-Саз, Нарынский район, Нарынская область, Киргизская ССР) — председатель колхоза имени Кирова Нарынского района Тянь-Шаньской области, Киргизская ССР. Герой Социалистического Труда (1948).

## Биография
С 1944 года — председатель колхоза имени Кирова Нарынского района. Под его руководством колхоз ежегодно перевыполнял план, значительно увеличились урожайность растительных культур и поголовье колхозного скота. В 1947 году на колхозной коневодческой ферме было выращено 80 жеребят от 81 кобыл. Указом Президиума Верховного Совета СССР от 15 сентября 1948 года «за получение в 1947 году высокой продуктивности животноводства при выполнении колхозом обязательных поставок сельскохозяйственных продуктов и плана развития животноводства по всем видам скота» удостоен звания Героя Социалистического Труда с вручением ордена Ленина и золотой медали «Серп и Молот».
С 1969 года — персональный пенсионер союзного значения.
Скончался в 1970 году в родном селе.